# فنسنت تايلور (لاعب كرة قدم أمريكية)
فنسنت تايلور (بالإنجليزية: Vincent Taylor)‏ هو لاعب كرة قدم أمريكية أمريكي، ولد في 5 يناير 1994 في نيو أورلينز في الولايات المتحدة.

## وصلات خارجية
- فنسنت تايلور على موقع مرجع كرة القدم المحترفة.كوم (الإنجليزية)